# Hakaluki Haor
Hakaluki Haor (en bengalí: হাকালুকি হাওর) es un sistema de humedales ecológicos del tipo marismas, en el este de Bangladés en una zona fronteriza con Assam, en la India. Es uno de los más grandes de Bangladés y uno de los más grandes humedales de Asia. Unas 190 000 personas viven en el área circundante a Hakaluki Haor.
Hakaluki Haor se designó un área ecológicamente crítica (ECA). También es un sitio protegido Ramsar, de importancia internacional para la conservación y la utilización sostenible de los humedales.
El área de la superficie de Hakaluki Haor es 181,15 kilómetros cuadrados, de los cuales 72,46 kilómetros (40,01%) están dentro del territorio de la upazila de Barlekha. Haor por su parte está en la parte baja de la jurisdicción de la upazila de Barlekha. 